# Titularbistum Madaurus
Madaurus ist ein Titularbistum der römisch-katholischen Kirche.
Es geht zurück auf einen früheren Bischofssitz in der  antiken Stadt Madauros, die sich in der römischen Provinz Numidien befand.
| Titularbischöfe von Madaurus                     |                                                                          |                    |                    |
| Name                                             | Amt                                                                      | von                | bis                |
| Desiderius Noël OFM                              | Weihbischof in Metz (Frankreich)                                         | 1483               |                    |
| Francisco de Vera-Villavicencio OdeM             | Weihbischof in Sevilla (Spanien)                                         | 4. Juli 1603       | 25. März 1613      |
| Melchor Rodríguez de Torres OdeM                 | Weihbischof in Burgos (Spanien)                                          | 19. September 1616 | 29. Dezember 1642  |
| Sebastiano Carta                                 | Weihbischof in Cagliari (Italien)                                        | 25. Oktober 1621   | 29. November 1627  |
| Martin Meurisse OFM                              | Weihbischof in Metz (Frankreich)                                         | 19. Juni 1628      | 22. August 1644    |
| Hieronimo Gradenigo                              | Koadjutorpatriarch von Aquileia (Italien)                                | 25. April 1645     | 6. Juli 1654       |
| François de Visdelou                             | Koadjutorbischof von Quimper (Frankreich)                                | 27. Februar 1651   | 27. Juli 1663      |
| François de Coëtlogon-Méjusseaume                | Koadjutorbischof von Quimper (Frankreich)                                | 1. März 1666       | 18. Februar 1668   |
| Bonaventure Giffard                              | Apostolischer Vikar des Midland Districts (Großbritannien)               | 28. Februar 1688   | 12. März 1734      |
| Anton Ignaz Müntzer                              | Weihbischof in Breslau, Königreich Böhmen (heute Polen)                  | 3. Oktober 1708    | 11. Januar 1714    |
| Eugene Geoghegan                                 | Koadjutorbischof von Meath (Irland)                                      | 8. März 1771       | 1778               |
| Luigi Bruno                                      | Koadjutorbischof von Ruvo e Bitonto (Italien)                            | 27. März 1882      | 8. Juli 1884       |
| Vincenzo Epiphane Carlassare OFM                 | Apostolischer Vikar von Ost-Hubei (China)                                | 18. Juli 1884      | 24. Juli 1909      |
| Ismaele Puirredon Titularerzbischof pro hac vice | emeritierter Bischof von Puno (Peru)                                     | 29. November 1909  | 11. November 1916  |
| Ignace-Marie Le Ruzic                            | emeritierter Bischof von Les Cayes (Haiti)                               | 1. August 1919     | 11. Juni 1935      |
| León Bonaventura de Uriarte Bengoa OFM           | Apostolischer Vikar von Ucayali Apostolischer Vikar von San Ramón (Peru) | 10. Juli 1940      | 19. Januar 1970    |
| Janusz Bolonek Titularerzbischof pro hac vice    | Apostolischer Pro-Nuntius Kurienerzbischof Apostolischer Nuntius         | 25. September 1989 | 2. März 2016       |
| Oscar Efraín Tamez Villareal                     | Weihbischof in Monterrey (Mexiko)                                        | 31. Oktober 2016   | 23. September 2021 |
| Timothy Norton SVD                               | Weihbischof in Brisbane (Australien)                                     | 11. November 2021  | 14. Oktober 2024   |
| Thinh Xuan Nguyen                                | Weihbischof in Melbourne (Australien)                                    | 8. November 2024   |                    |